# Markku Alén
Pour les articles homonymes, voir Alén.
Markku Alén, dit Mister maximum attack, est un pilote de rallye finlandais, né le 15 février 1951 à Helsinki.

## Biographie
Ses débuts remontent à 1969 sur Renault 8 Gordini, avec laquelle il remporte la Classe 1 lors du rallye national des 1000 Lacs. Il passe sur Opel Kadett Rallye en 1970, puis sur Volvo 142 pour trois saisons avant de connaître la Fiat 124 Abarth (2 ans) et surtout la 131 Abarth Rallye (6 ans), entre 1974 et 1981 (pilote officiel Fiat huit ans). Il s'illustre avec quatre podiums successifs au rallye de Finlande de 1971 à 1974. En 1977, 1978 et 1980 il participe à la conquête des trois seuls titres mondiaux des constructeurs de la marque turinoise.
Après Sandro Munari, il devient le second vainqueur de la Coupe FIA des pilotes de rallyes en 1978 sur Fiat 131 Abarth et Lancia Stratos, ainsi que Champion de Finlande des rallyes du Groupe 4 la même année avec sa Fiat 131 Abarth. En 1980, il est dominé (6e au classement des pilotes) par l'allemand Walter Röhrl pour la conquête du titre mondial au sein de l'écurie italienne, et il participe aux 24 heures du Mans la même année sur une Lancia Beta Monte-Carlo devant abandonner avec ses deux coéquipiers au bout de 26 tours.
Six années plus tard il devient vice-champion du monde des rallyes en 1986 sur Lancia Delta S4 (à 14 points à peine de Juha Kankkunen), performance qu'il réédite en 1988 sur Lancia Delta Integrale derrière Mikki Biasion cette fois. De 1982 à 1989 il passe sept nouvelles saisons avec le Lancia Martini Racing team officiel. Il obtient de fait un total important de 4 troisièmes places en championnat, en 1979, 1983, 1984 et 1987.

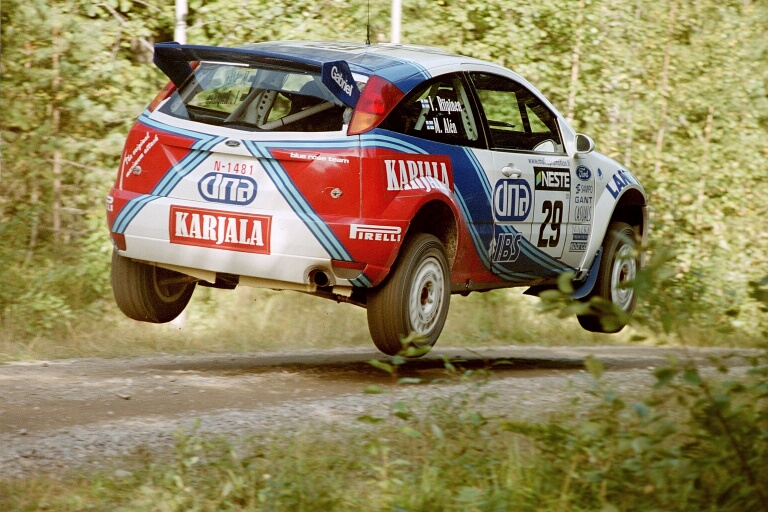
Finlande 2001.

En 1990, il devient pilote officiel Subaru, sur Subaru Legacy RS pour deux nouvelles saisons (un podium en Suède en 1991), et en 1992 il évolue sur une Toyota Celica Turbo 4WD du team ToyotaEurope, finissant encore 3e à domicile. Son ultime podium en WRC (2e) est obtenu lors du Rallye Safari kényan en 1993 à 42 ans, après vingt ans de présence régulière en mondial.
En 2001 pour ses 50 ans, il participe pour la 24e fois à son rallye national sur une Ford Focus RS WRC, huit ans après sa dernière sortie avec la Subaru Impreza 555, terminant à la 16e place en compagnie de Ilkka Riipinen.
En Belgique, outre une participation aux Boucles de Spa en 1995 en Championnat d'Europe des rallyes (son dernier podium acquis en compétition, 2e sur une Toyota Celica Turbo 4WD d'usine), il dispute aussi la version "VHC" des Legend Boucles de Spa durant les années 2008 et 2009 avec une Porsche 911, le copilote professionnel belge Stéphane Prévot le dirigeant alors.
2012 et 2013 le voient désormais remporter un autre rallye "Historic" par deux fois, le "Rallylegend" de la République de Saint-Marin, toujours avec son compatriote Ilkka Kivimäki qui l'épaule fidèlement depuis 1973.

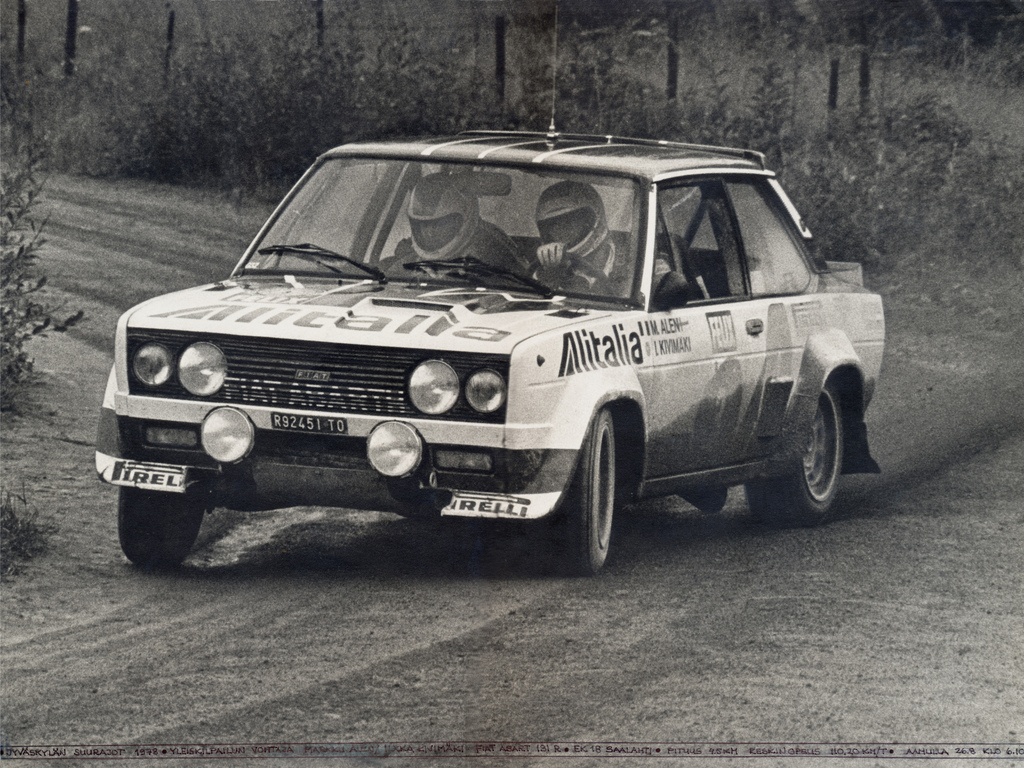
M. Alén sur Fiat 131 Abarth au Rallye de Finlande en 1978.

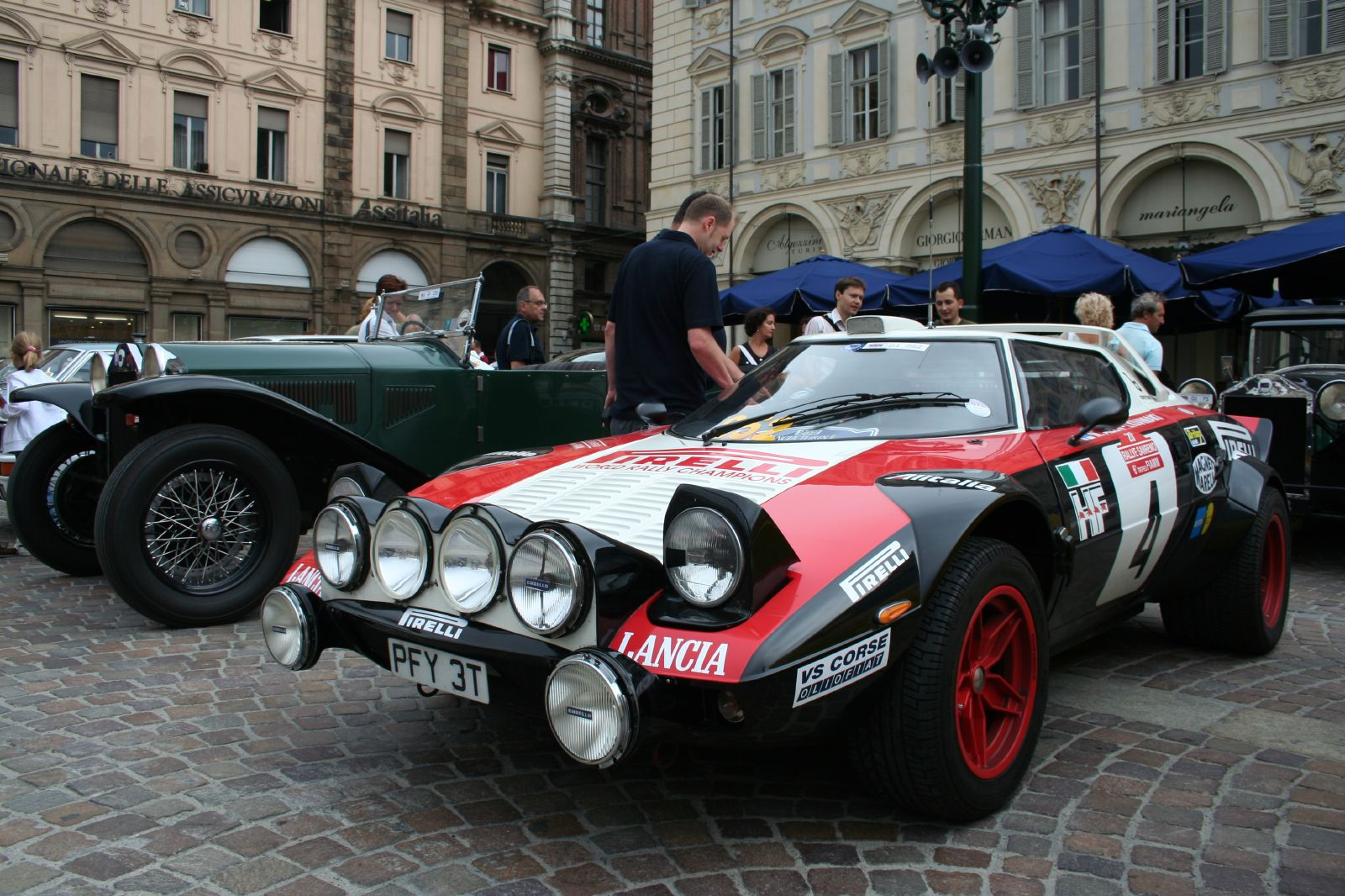
La Lancia Stratos HF de M. Alén, vainqueur au Rallye Sanremo 1978.

## Palmarès

### Titres
| 1978 | Champion de Finlande des rallyes du Groupe 4     | Fiat 131 Abarth                   |
| 1978 | Coupe d'Italie des conducteurs                   | Lancia Stratos HF                 |
| 1978 | Vainqueur de la coupe FIA des pilotes de rallyes | Fiat 131 Abarth et Lancia Stratos |
| 1986 | Vice-champion du monde des rallyes               | Lancia Delta S4                   |
| 1988 | Vice-champion du monde des rallyes               | Lancia Delta Integrale            |

### Victoires en rallyes
| Victoires italiennes | Victoires italiennes | Victoires italiennes        | Victoires italiennes | Victoires italiennes            | Victoires italiennes     |
| #                    | Saison               | Rallye                      | Pays                 | 2e Pilote / Copilote            | Voiture                  |
| -------------------- | -------------------- | --------------------------- | -------------------- | ------------------------------- | ------------------------ |
| 1                    | 1978                 | 6e Tour d'Italie automobile | Italie               | Giorgio Pianta Ilkka Kivimäki   | Lancia Stratos HF        |
| 2                    | 1980                 | 8e Tour d'Italie automobile | Italie               | Riccardo Patrese Ilkka Kivimäki | Lancia Monte-Carlo Turbo |

| Victoires en championnat de Finlande des rallyes | Victoires en championnat de Finlande des rallyes | Victoires en championnat de Finlande des rallyes | Victoires en championnat de Finlande des rallyes | Victoires en championnat de Finlande des rallyes | Victoires en championnat de Finlande des rallyes |
| #                                                | Saison                                           | Rallye                                           | Pays                                             | Copilote                                         | Voiture                                          |
| ------------------------------------------------ | ------------------------------------------------ | ------------------------------------------------ | ------------------------------------------------ | ------------------------------------------------ | ------------------------------------------------ |
| 1                                                | 1979                                             | 24e Rallye Hanki                                 | Finlande                                         | Ilkka Kivimäki                                   | Fiat 131 Abarth                                  |

| Victoires en championnat d'Europe des rallyes | Victoires en championnat d'Europe des rallyes | Victoires en championnat d'Europe des rallyes | Victoires en championnat d'Europe des rallyes | Victoires en championnat d'Europe des rallyes | Victoires en championnat d'Europe des rallyes |
| #                                             | Saison                                        | Rallye                                        | Pays                                          | Copilote                                      | Voiture                                       |
| --------------------------------------------- | --------------------------------------------- | --------------------------------------------- | --------------------------------------------- | --------------------------------------------- | --------------------------------------------- |
| 1                                             | 1974                                          | Rallye du Pays de Galles                      | Royaume-Uni                                   | John Davenport                                | Ford Escort RS 1600                           |
| 2                                             | 1978                                          | 6e Tour d'Italie automobile                   | Italie                                        | Ilkka Kivimäki                                | Lancia Stratos HF                             |
| 3                                             | 1988                                          | 11e Rallye Costa Smeralda                     | Espagne                                       | Ilkka Kivimäki                                | Lancia Delta Integrale                        |

| Victoires en championnat du monde des rallyes (WRC) | Victoires en championnat du monde des rallyes (WRC) | Victoires en championnat du monde des rallyes (WRC) | Victoires en championnat du monde des rallyes (WRC) | Victoires en championnat du monde des rallyes (WRC) | Victoires en championnat du monde des rallyes (WRC) |
| #                                                   | Saison                                              | Rallye                                              | Pays                                                | Copilote                                            | Voiture                                             |
| --------------------------------------------------- | --------------------------------------------------- | --------------------------------------------------- | --------------------------------------------------- | --------------------------------------------------- | --------------------------------------------------- |
| 1                                                   | 1975                                                | 9e Rallye du Portugal                               | Portugal                                            | Ilkka Kivimäki                                      | Fiat Abarth 124 Rallye                              |
| 2                                                   | 1976                                                | 26e Rallye des 1000 lacs                            | Finlande                                            | Ilkka Kivimäki                                      | Fiat 131 Abarth                                     |
| 3                                                   | 1977                                                | 11e Rallye du Portugal                              | Portugal                                            | Ilkka Kivimäki                                      | Fiat 131 Abarth                                     |
| 4                                                   | 1978                                                | 12e Rallye du Portugal                              | Portugal                                            | Ilkka Kivimäki                                      | Fiat 131 Abarth                                     |
| 5                                                   | 1978                                                | 28e Rallye des 1000 lacs                            | Finlande                                            | Ilkka Kivimäki                                      | Fiat 131 Abarth                                     |
| 6                                                   | 1978                                                | 20e Rallye Sanremo                                  | Italie                                              | Ilkka Kivimäki                                      | Lancia Stratos HF                                   |
| 7                                                   | 1979                                                | 29e Rallye des 1000 lacs                            | Finlande                                            | Ilkka Kivimäki                                      | Fiat 131 Abarth                                     |
| 8                                                   | 1980                                                | 30e Rallye des 1000 lacs                            | Finlande                                            | Ilkka Kivimäki                                      | Fiat 131 Abarth                                     |
| 9                                                   | 1981                                                | 15e Rallye du Portugal                              | Portugal                                            | Ilkka Kivimäki                                      | Fiat 131 Abarth                                     |
| 10                                                  | 1983                                                | 27e Tour de Corse                                   | France                                              | Ilkka Kivimäki                                      | Lancia Rally 037                                    |
| 11                                                  | 1983                                                | 25e Rallye Sanremo                                  | Italie                                              | Ilkka Kivimäki                                      | Lancia Rally 037                                    |
| 12                                                  | 1984                                                | 28e Tour de Corse                                   | France                                              | Ilkka Kivimäki                                      | Lancia Rally 037                                    |
| 13                                                  | 1986                                                | 21e Rallye Olympus                                  | États-Unis                                          | Ilkka Kivimäki                                      | Lancia Delta S4                                     |
| 14                                                  | 1987                                                | 21e Rallye du Portugal                              | Portugal                                            | Ilkka Kivimäki                                      | Lancia Delta HF 4WD                                 |
| 15                                                  | 1987                                                | 34e Rallye de l'Acropole                            | Grèce                                               | Ilkka Kivimäki                                      | Lancia Delta HF 4WD                                 |
| 16                                                  | 1987                                                | 37e Rallye de Finlande                              | Finlande                                            | Ilkka Kivimäki                                      | Lancia Delta HF 4WD                                 |
| 17                                                  | 1988                                                | 38e Rallye du Suède                                 | Suède                                               | Ilkka Kivimäki                                      | Lancia Delta HF 4WD                                 |
| 18                                                  | 1988                                                | 38e Rallye de Finlande                              | Finlande                                            | Ilkka Kivimäki                                      | Lancia Delta Integrale                              |
| 19                                                  | 1988                                                | 37e Rallye de Grande-Bretagne                       | Royaume-Uni                                         | Ilkka Kivimäki                                      | Lancia Delta Integrale                              |

(remarque : il remporte également le Rallye de Sanremo en 1986 sur Lancia Delta S4 du Martini Lancia team, mais le résultat de cette course est annulé en totalité au mois de décembre par la FIA, pour problème de conformité de bas de caisses de certains véhicules. En 1986 il obtient finalement un total de huit podiums officiels. Sur l'ensemble de sa carrière il monte à 14 reprises sur celui de son rallye national.)

### Autres podiums en championnat du monde (37)

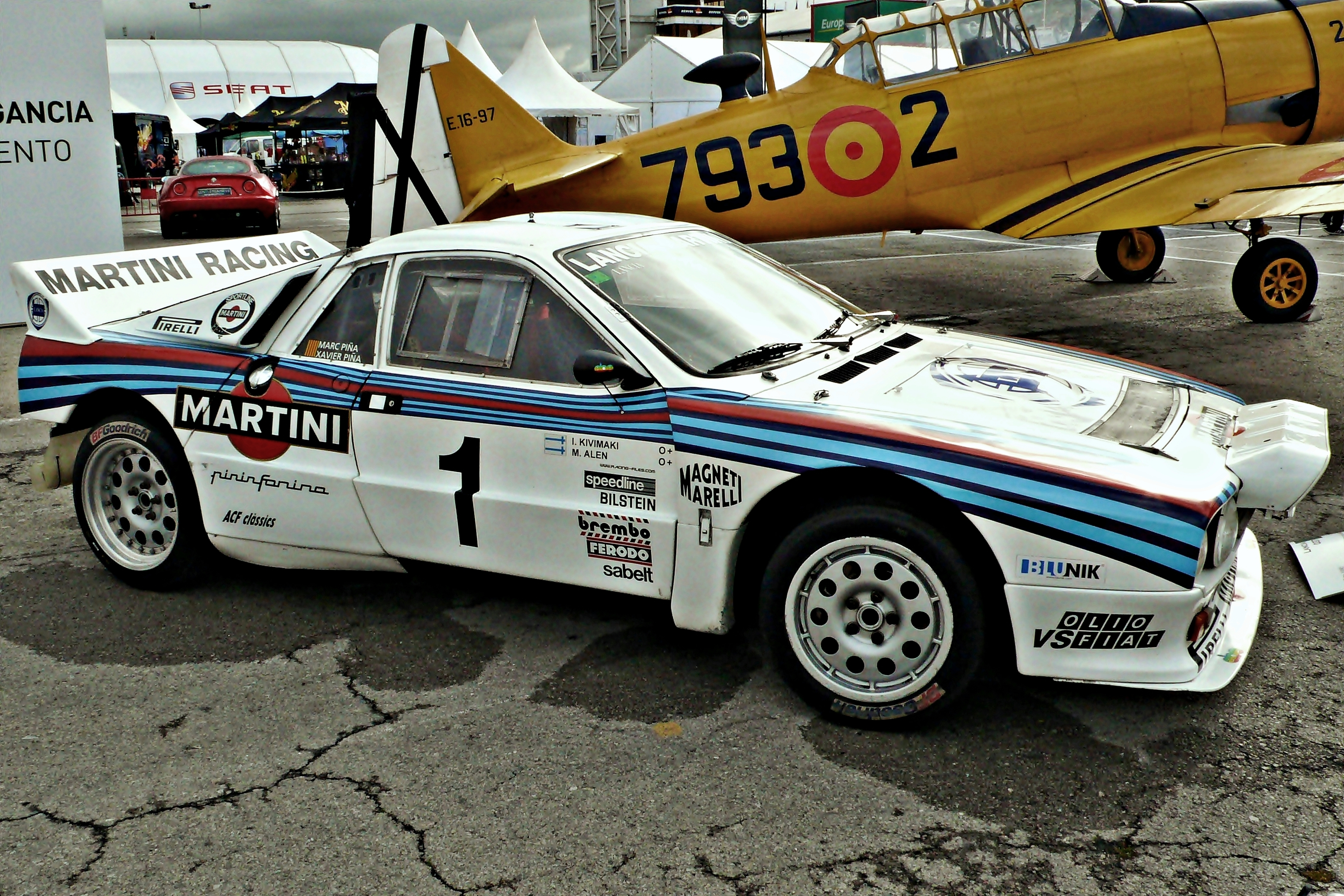
Lancia 037 Rally (Martini Racing) 1984 de M. Alén.

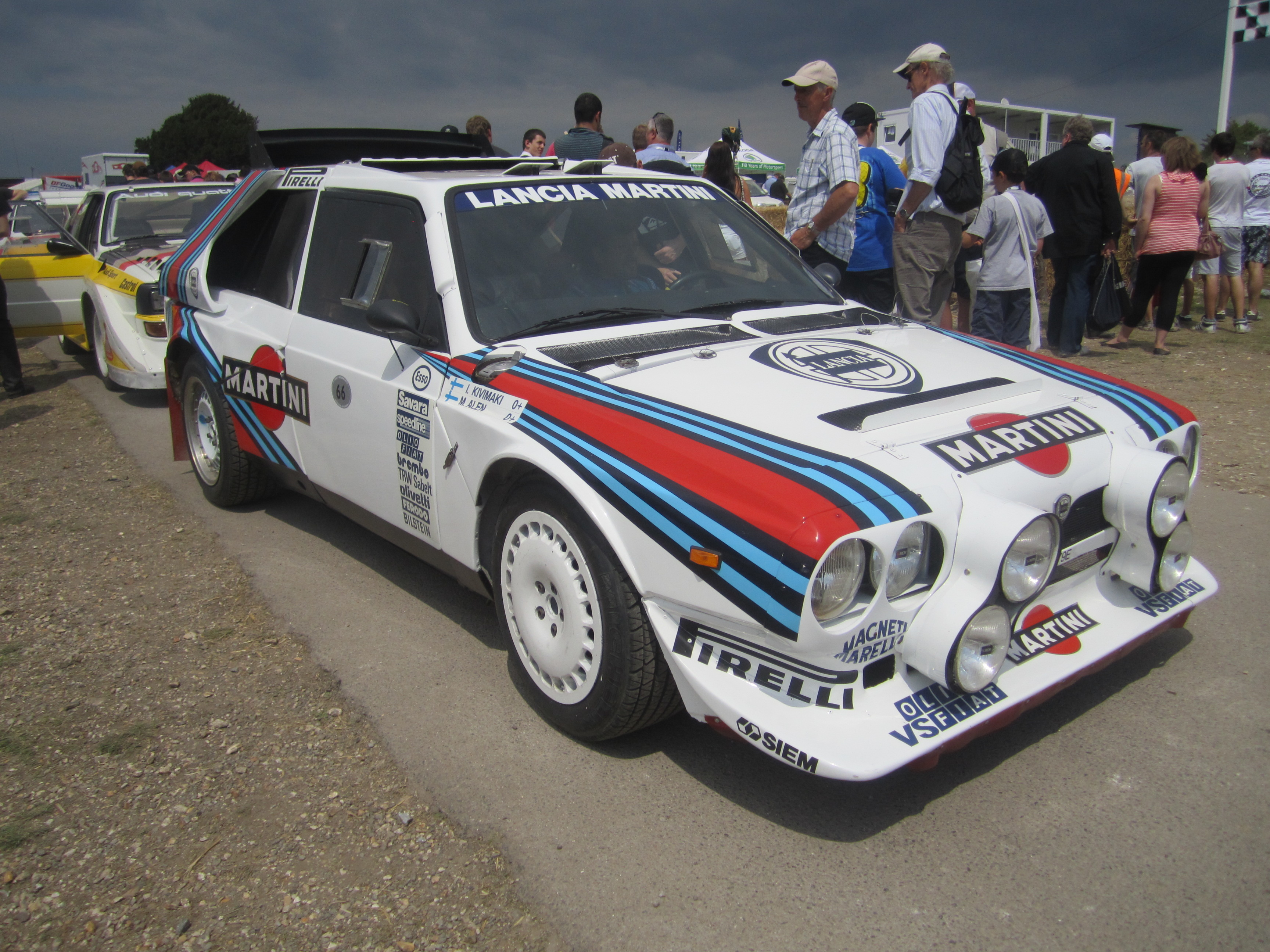
Lancia Delta S4 (Martini Racing) 1986 de M. Alén.

- 2e du rallye de Finlande: 1973, 1981 et 1984;
- 2e du rallye P.O.R.: 1974 (États-Unis);
- 2e du rallye de Grèce: 1978, 1981 et 1983;
- 2e du rallye du Québec: 1978 (Canada);
- 2e du rallye du Portugal: 1980, 1984 et 1989;
- 2e du rallye Monte-Carlo: 1983;
- 2e du rallye de Nouvelle-Zélande: 1984 et 1986;
- 2e du rallye de Grande-Bretagne: 1985 et 1986;
- 2e du rallye de Suède: 1986;
- 2e du rallye d'Argentine: 1986;
- 2e du rallye du Kenya: 1993;
- 3e du rallye de Grande-Bretagne: 1973;
- 3e du rallye du Portugal: 1973;
- 3e du rallye de Finlande: 1973, 1983, 1985, 1986 et 1992;
- 3e du rallye Monte-Carlo: 1975 et 1979;
- 3e du rallye de Nouvelle-Zélande: 1977 (rallye du Pacifique Sud);
- 3e du rallye de Suède: 1978 et 1991;
- 3e du rallye du Kenya: 1979 et 1986;
- 3e du rallye de Grèce: 1980 et 1984;
- 3e du rallye Olympus: 1987 (USA);
- 3e du rallye d'Australie: 1989.

### Autres victoires
- 1982: Rallye Audi Sport (copilote Ilkka Kvimaki, épreuve organisée par le Royal Automobile Club)[2].
- 1996: 24 Heures de Chamonix, avec Éric Hélary sur Opel Astra

### Records
- Saisons avec au moins une victoire : 12 (record partagé avec Carlos Sainz et Sébastien Loeb)

### Autre
- 2005 : 7e du Rallye Dakar sur camion Iveco (copilotes les Italiens Toni Guido et Adriano Micozzi)[3]

## Distinction
| Distinction                                                |
| ---------------------------------------------------------- |
| - Autosport's International Rally Driver Annual Award 1988 |

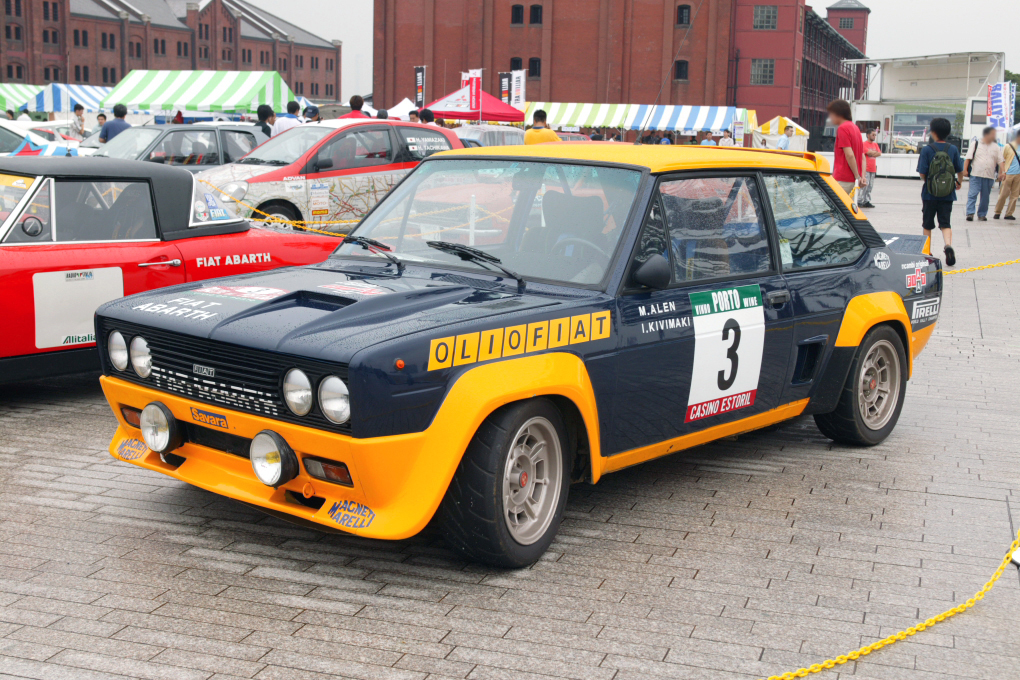
La Fiat 131 Abarth de M.Alén.

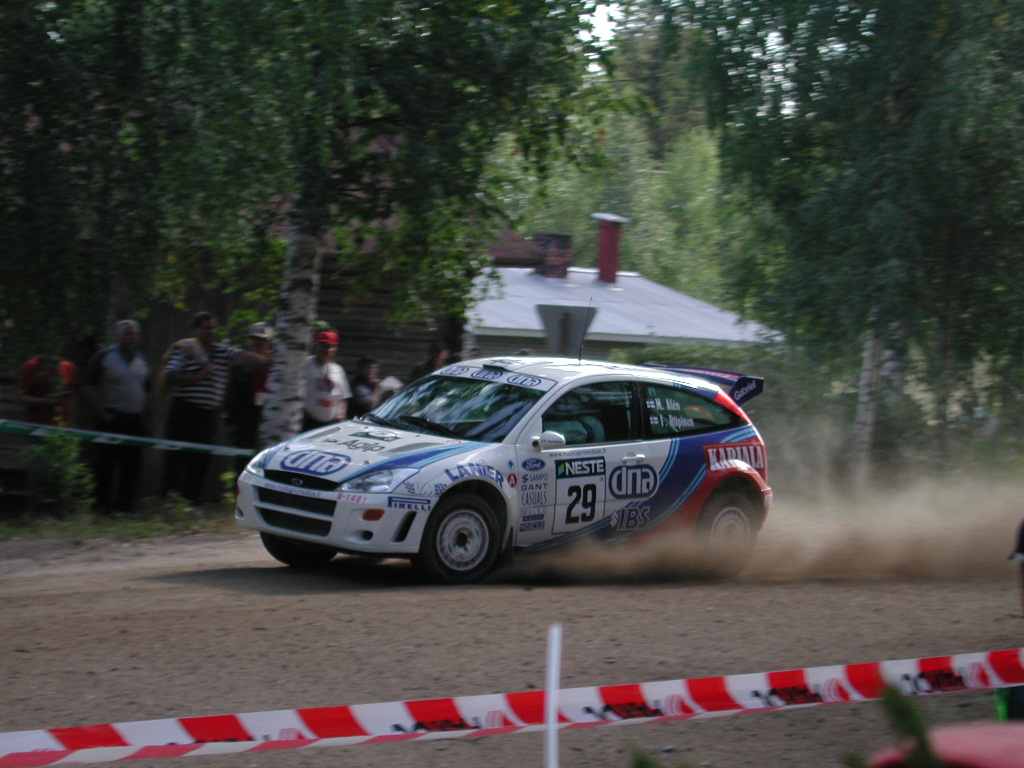
M.Alén sur Ford Focus WRC au rallye de Finlande en 2001.